# Бабяшка чука
Бабяшка чука е тракийско укрепено светилище в Западните Родопи край село Бабяк, едно от най-известните тракийски светилища в България.
Разположено на родопски връх с панорамен изглед към Разлога, Рила и Пирин, светилището функционира над 14 века – от началото на I хилядолетие пр. Хр. до V век, тоест през къснобронзовата, ранножелязната, късножелязната и римската епоха.

## Откриване и разкопки
Светилището е разположено на едноименния връх Бабяшка чука, висок 1653 m. Открито е в 1957 година по време на строежа на телевизионна кула на върха, когато са открити множество фрагменти на оброчни плочки. Люба Огненова от Археологическия музей в София посещава Бабяшка чука и определя обекта като светилище на Зевс и Хера. В 1983 година са извършени сондажни археологически проучвания от полско-българска експедиция, които показват скално светилище с много археологически материал и за проучването му е сформиран археологически екип от Мечислав Домарадски и Алексей Гоцев и Милена Тонкова от Националния археологически институт с музей. В продължение на десет археологически сезона - 1983, 1985 - 1990, 1994 - 1996, 2007 г., на светилището се правят интензивни разкопки, които изваждат на бял свят обилен археологически материал.
Светилището е сравнимо с това от Високото тепе, като голямото сходство на керамичните находки показва и общност на населението, показващо еднакъв бит и еднакви ритуални практики.